# Rik Decan
Rik Decan (Brugge, 26 augustus 1941) was een Belgisch ondernemer.

## Levensloop
Hij bracht zijn jeugd door in Torhout, en was er actief in de jeugdbeweging. Bij de Chiro werd hij gewestleider voor het Houtland (19 gemeenten). In 1957 schreef hij Kabouterland, een toneelspel voor de jeugd. Hij studeerde vervolgens aan de Rijksuniversiteit Gent en promoveerde tot licentiaat psychologie. In 1962 was hij preses van de hoogstudentenclub Thor, in Torhout.
Na zijn studies stapte hij in het ondernemingsleven en stond aan de wieg van heel wat bedrijven:
- Hij richtte in 1965 Makrotest op, een instituut voor marktonderzoek en opiniepeilingen.
- In 1968 richtte hij Cegos België op, een studiebureau voor het doorlichten van organisaties, voor financiële analyses, voor het kopen en verkopen van ondernemingen.
- In 1982 richtte hij Transtec op, samen met Stephan Broeckx, een bedrijf in de ontwikkelingssamenwerking.
- In 1989 richtte hij, samen met Alexander Cambron, Eurosem op, dat zich toelegt op opleidingen voor bedrijven. In 2000 werd Eurosem overgenomen door WPP-Ogilvy New York en London.
- In 2000 richtte hij, samen met chirurg Patrick Wilikens de Atlas Kliniek op in Meise, een dagkliniek voor plastische en esthetische chirurgie en anti-veroudering.
- Vanaf 2000 was hij actief in vastgoed en projectontwikkeling, vooral in Brussel.

## Wie is Wie
In 1980 gaf hij de eerste Wie is wie in Vlaanderen uit, gevolgd door Qui est qui en Belgique francophone en door Wie is wie in Nederland (samen met Frans van Egmond). Het is vooral door deze uitgaven dat hij bekendheid verwierf. 
Er werden bijgewerkte herdrukken van de Wie is Wie in Vlaanderen gepubliceerd in 1984, 1988, 2000 en 2003.
Ook van de andere uitgaven verschenen bijgewerkte herdrukken, totdat Wikipedia, LinkedIn, Facebook en andere activiteiten op het internet deze encyclopedische publicaties overbodig maakten.

## Andere activiteiten
Hij was:
- oprichter-bestuurder van de GIMB - de Gewestelijke Investeringsmaatschappij voor Brussel (1979-1987);
- consulair rechter bij de handelsrechtbank in Brussel (1983-1986);
- vertegenwoordiger van de Vlaamse Regering als bestuurder bij het Federaal Agentschap voor de Buitenlandse Handel (2001-2004).

In Brussel manifesteerde Rik Decan zich als liberaal en als Vlaamsgezind. 
- Vanaf 1979 was hij bestuurder bij het VEV - Vlaams Economisch Verbond (Voka).
- Hij was medeoprichter en bestuurder van De Warande, een Vlaamse privéclub voor ondernemers in Brussel. In 2005 onderschreef hij het Warande Manifest.

Verder was hij:
- oprichter van Flemish Art, voor de promotie van Vlaamse kunstenaars in het buitenland (1989).
- bestuurder vanaf 1994 van de Stichting van Openbaar Nut Vlamingen in de Wereld (VIW), waarvan hij algemeen voorzitter werd (2000-2005).
- In 1997 was hij oprichter-bestuurder van Damme Boekendorp.

## Publicaties
- Decan publiceerde over marketing, financieel beleid, kopen en verkopen van ondernemingen.
- Wie is Wie in Vlaanderen, uitgaven 1980, 1985-1989, 1989-1993, 2000-2002
- Kunstbeeld in Vlaanderen Vandaag:100 hedendaagse kunstenaars, Lannoo, Tielt, 1982
- Vlaanderen Vandaag (samen met Frans Verleyen), 1984.
- Wie is Wie in Nederland, 1984.